# Cogniauxia
Cogniauxia — рід квіткових рослин родини гарбузових.
Його рідний ареал — Західна Центральна Тропічна Африка до Анголи.
Види:
- Cogniauxia podolaena Baill.
- Cogniauxia trilobata Cogn.